# Jakob III. (Horn)

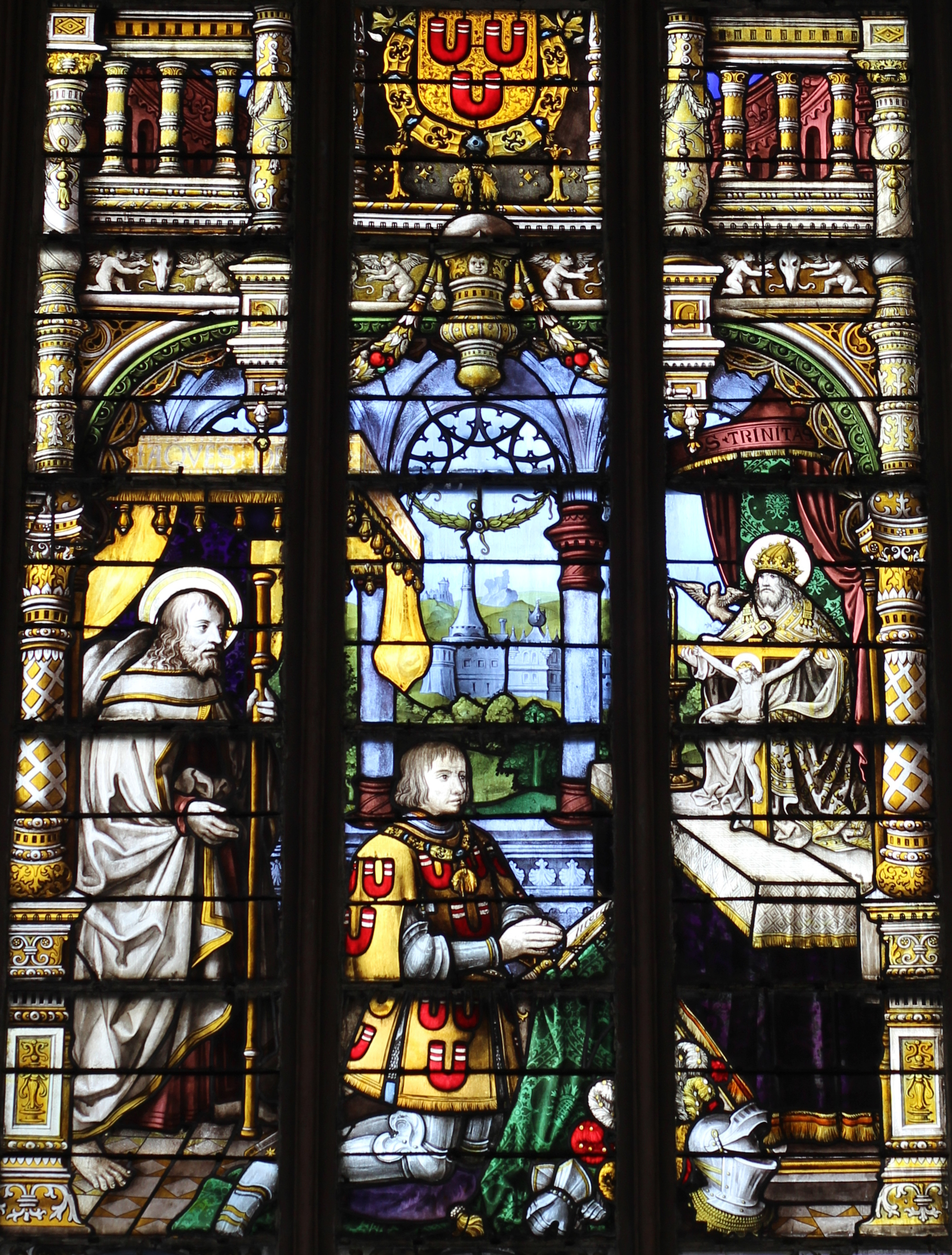
Jakob III. von Horn auf einem Glasfenster in der ehemalige Abteikirche von St. Jakob in Lüttich (1531)

Jakob III. († 7. August 1531 bei Vercelli) aus dem Haus Horn war Graf von Horn. Er war der Sohn von Graf Jakob II. und Johanna von Brügge, die wiederum eine Tochter von Ludwig von Brügge, Herr von Gruuthuse und Earl of Winchester war.
Die Grafschaft Horn und die damit verbundenen weiteren Besitzungen der Familie (Altena, Weert, Neederweert, Kortessem, Wessem, Cranendonck) erbte er nach langen Jahren als Erbgraf erst im Jahr 1530 – nachdem er bereits im Jahr 1505 im Hinblick auf seine Bedeutung für die Regierung der Habsburgischen Niederlande in den Orden vom Goldenen Vlies aufgenommen worden war.
Jakob III. schloss drei Ehen, die alle kinderlos blieben:
1. Der Ehevertrag vom 15. Dezember 1501 führte zur Heirat mit Marguerite de Croÿ, Tochter von Philippe I. de Croÿ, 2. Graf von Chimay und Ritter im Orden vom Goldenen Vlies. Sie starb am 7. Februar 1514.
2. Der Ehevertrag vom 4. September 1514 führte zur Heirat mit Claudine Bâtarde de Savoie, einer unehelichen Tochter von Philipp II., Herzog von Savoyen, aus dessen Beziehung mit Bona di Romagnano. Sie starb am 2. Mai 1528 (Stammliste des Hauses Savoyen)
3. Im Jahr 1530 schloss er seine dritte Ehe mit der vierzehnjährigen Anna von Burgund (* 3. April 1516), Tochter von Adolf von Burgund, Herr von Beveren und ebenfalls Ritter im Orden vom Goldenen Vlies (Haus Burgund).

Als Jakob am 7. August 1531 vor Vercelli fiel, wurde sein Bruder Johann, der als jüngerer Sohn in den Kirchendienst gegeben worden war und dort auch zu diesem Zeitpunkt noch war, sein Nachfolger als Graf von Horn. Anna von Burgund überlebte Jakob um fast 20 Jahre; sie heiratete in zweiter Ehe Jean V. de Hénin, 1555 1. Comte de Boussu, Herr von Galmaarden, Ritter im Orden vom Goldenen Vlies, und starb am 25. März 1551.